# 大槻理子
大槻 理子（おおつき りこ、2001年〈平成13年〉12月4日 - ）は、日本のグラビアアイドル、元アイドルで、劇団4ドル50セントの劇団員である。旧芸名は大槻 りこ。女性アイドルグループ・PiiiiiiiNおよび衛星とカラテアの元メンバー。
東京都出身。2023年までスターレイプロダクションに所属していた。

## 経歴
2019年8月、アイドルグループであるPiiiiiiiNに加入する。
2020年8月でPiiiiiiiNは解散。一方で「ミスマガジン2020」に応募し、同年7月21日、応募総数2,788名の中からベスト16に進出する。同年10月6日に「ミスマガジン2020審査員特別賞」を受賞した。
2021年6月23日、新たなアイドルグループである「衛星とカラテア」に加入する。
2022年11月21日、浜辺さやと共に「活動に対する怠慢な姿勢及びアイドルとして相応わしくない行為」を理由に12月4日の単独公演で衛星とカラテアを脱退することが発表された。
2023年12月1日、4年間所属していたスターレイプロダクションを11月30日付で円満退所した事を自身のX (旧: Twitter) アカウントで報告。退所後は2024年9月までフリーランスで芸能活動を継続した。
2024年10月1日、劇団4ドル50セントへの入団が発表された。

## 人物
ミルクティーが好きなわけではないが、ミルクティーの飲み比べをすることが趣味である。
水泳、陸上が得意で、野球部のマネジャーを務めた経験もある。

## 出演

### 映画
- 犯人は吉田だっ!（2022年9月2日、監督：島根定義）‐ 百瀬夏子 役（主演）[9]

### 舞台
- 舞台『レモンゼリーのプールで泳ぐ』（2020年11月4日 - 8日、劇場MOMO） - 主演 ナナ 役[10]
- 舞台『嘘つきの世界』（2021年9月23日 - 26日、CBGKシブゲキ!!）出演[11]
- 劇団４ドル５０セント×東京にこにこちゃん コラボ公演『となりの奪言ちゃん』（2025年7月17日 - 21日、上野ストアハウス）- 星野巣火火 役[12]

### イベント
- 『劇団4ドル50セント 大感謝祭』（DAY1 - 2025年3月23日、GOTANDA G＋ / DAY2 - 2024年3月29日、GOTANDA G2）出演[13]

### パチスロ
- ラブ嬢3〜Wご指名はいかがですか？〜（2023年12月、アムテックス）[14]